# Episodi di Gianni e Pinotto (prima stagione)
La prima stagione della serie televisiva Gianni e Pinotto è andata in onda negli Stati Uniti dal 5 dicembre 1952 al 29 maggio 1953 in syndication.
| nº | Titolo originale            | Prima TV USA     | Titolo italiano | Prima TV Italia |
| -- | --------------------------- | ---------------- | --------------- | --------------- |
| 1  | The Drugstore               | 5 dicembre 1952  |                 |                 |
| 2  | The Dentist's Office        | 12 dicembre 1952 |                 |                 |
| 3  | Jail                        | 19 dicembre 1952 |                 |                 |
| 4  | The Vacation                | 26 dicembre 1952 |                 |                 |
| 5  | The Birthday Party          | 2 gennaio 1953   |                 |                 |
| 6  | Alaska                      | 9 gennaio 1953   |                 |                 |
| 7  | The Vacuum Cleaner Salesman | 16 gennaio 1953  |                 |                 |
| 8  | The Army Story              | 23 gennaio 1953  |                 |                 |
| 9  | Pots and Pans               | 30 gennaio 1953  |                 |                 |
| 10 | The Charity Bazaar          | 6 febbraio 1953  |                 |                 |
| 11 | The Western Story           | 13 febbraio 1953 |                 |                 |
| 12 | The Haunted Castle          | 20 febbraio 1953 |                 |                 |
| 13 | Peace and Quiet             | 27 febbraio 1953 |                 |                 |
| 14 | Hungry                      | 6 marzo 1953     |                 |                 |
| 15 | The Music Lover             | 13 marzo 1953    |                 |                 |
| 16 | The Politician              | 20 marzo 1953    |                 |                 |
| 17 | The Wrestling Match         | 27 marzo 1953    |                 |                 |
| 18 | Getting a Job               | 3 aprile 1953    |                 |                 |
| 19 | Bingo                       | 10 aprile 1953   |                 |                 |
| 20 | Hillary's Birthday          | 17 aprile 1953   |                 |                 |
| 21 | Television                  | 24 aprile 1953   |                 |                 |
| 22 | Las Vegas                   | 1º maggio 1953   |                 |                 |
| 23 | Little Old Lady             | 8 maggio 1953    |                 |                 |
| 24 | The Actors' Home            | 15 maggio 1953   |                 |                 |
| 25 | Police Rookies              | 22 maggio 1953   |                 |                 |
| 26 | Safari                      | 29 maggio 1953   |                 |                 |

## The Drugstore
- Diretto da: Jean Yarbrough
- Scritto da: Sidney Fields

### Trama
- Interpreti: Bud Abbott (Bud Abbott), Lou Costello (Lou Costello), Hillary Brooke (Hilary Brooke), Gordon Jones (Mike Kelly), Sid Fields (Sid Fields / Fields), Joe Kirk (cliente Farmacia), Joe Besser (Stinky Davis), Iris Adrian (donna che schiaffeggia Lou), Elvia Allman (madre di Stinky), Danny Beck (nervoso), Ronnie Clark (bambino), Virginia Gordon (cliente), Louis Lettieri (bambino), Peter Roman (bambino)

## The Dentist's Office
- Diretto da:
- Scritto da:

### Trama
- Interpreti: Bud Abbott (Bud Abbott), Lou Costello (Lou Costello), Hillary Brooke (Hillary Brooke), Gordon Jones (Mike Kelly), Sid Fields (Sid Fields / Fields the Druggist / Dr. Ralph Prentiss), Joe Kirk (Mr. Bacciagalupe), Virginia Christine (Grateful Lady), Ray Walker (poliziotto), Vera Marshe (Tough Lady), Bobby Barber

## Jail
- Diretto da:
- Scritto da:

### Trama
- Interpreti: Bud Abbott (Bud Abbott), Lou Costello (Lou Costello), Hillary Brooke (Hillary Brooke), Sid Fields (Mr. Sidney / Prisoner), Gordon Jones (Mike Kelly), Joe Kirk (Mr. Bacciagalupe), Iris Adrian (Signora con ombrello), Robin Raymond (signorina), Stanley Andrews (giudice Henry Q. Crumbcake), Elvia Allman (Mrs. Crumbcake), Milt Bronson (Clarence, voce)

## The Vacation
- Diretto da:
- Scritto da:

### Trama
- Interpreti: Bud Abbott (Bud Abbott), Lou Costello (Lou Costello), Hillary Brooke (Hillary Brooke), Gordon Jones (Mike Kelly), Sid Fields (Sid Fields / Sporty Fields), Bobby Barber (uomo in pigiama), Milt Bronson (Mr. Bronson), Glenn Strange (Big Tough Guy)

## The Birthday Party
- Diretto da:
- Scritto da:

### Trama
- Interpreti: Bud Abbott (Bud Abbott), Lou Costello (Lou Costello), Hillary Brooke (Hillary Brooke), Sid Fields (Sid Fields), Gordon Jones (Mike Kelly), Joe Kirk (Mr. Bacciagalupe), Joe Besser (Stinky Davis), Elvia Allman (Mrs. Crumbcake), Sarah Padden (vecchia in strada), Joyce Jameson (bionda in strada)

## Alaska
- Diretto da:
- Scritto da:

### Trama
- Interpreti: Bud Abbott (Bud Abbott), Lou Costello (Lou Costello), Hillary Brooke (Hillary Brooke), Sid Fields (Sid Fields), Gordon Jones (Mike Kelly), Murray Leonard (Il Commissario), Ray Walker (poliziotto)

## The Vacuum Cleaner Salesman
- Diretto da:
- Scritto da:

### Trama
- Interpreti: Bud Abbott (Bud Abbott), Lou Costello (Lou Costello), Hillary Brooke (Hillary Brooke), Gordon Jones (Mike Kelly), Sid Fields (Sid Fields / Mr. Fields of Fields Employment Agency), Joe Besser (Stinky Davis), Robin Raymond (Lady on Bench), Vera Marshe (signora sulla panchina), Bobby Barber (Angry Pedestrian), Dorothy Ford (signora)

## The Army Story
- Diretto da:
- Scritto da:

### Trama
- Interpreti: Bud Abbott (Bud Abbott), Lou Costello (Lou Costello), Hillary Brooke (Hillary Brooke), Gordon Jones (Mike Kelly), Sid Fields (Sid Fields), Joe Kirk (Mr. Bacciagalupe), James Alexander (capitano), Robert Cherry (Schultz), Joe Besser (Stinky Davis)

## Pots and Pans
- Diretto da:
- Scritto da:

### Trama
- Interpreti: Bud Abbott (Bud Abbott), Lou Costello (Lou Costello), Hillary Brooke (Hillary Brooke), Gordon Jones (Mike Kelly), Sid Fields (Sid Fields), Joe Kirk (Mr. Bacciagalupe), Anthony Caruso (Scarpuss)

## The Charity Bazaar
- Diretto da:
- Scritto da:

### Trama
- Interpreti: Bud Abbott (Bud Abbott), Lou Costello (Lou Costello), Hillary Brooke (Hillary Brooke), Sid Fields (Sid Fields), Joe Besser (Stinky Davis), Nicla Di Bruno (Singing Kissing Booth Girl), Bobby Barber

## The Western Story
- Diretto da:
- Scritto da:

### Trama
- Interpreti: Bud Abbott (Bud Abbott), Lou Costello (Lou Costello), Hillary Brooke (Hillary Brooke), Sid Fields (sceriffo), Joe Kirk (Indian), James Alexander (Cowboy), Anthony Caruso (Black Bart), Minerva Urecal (indiana), Charles Anthony Hughes (barista), Don Zelaya (DeLeone)

## The Haunted Castle
- Diretto da:
- Scritto da:

### Trama
- Interpreti: Bud Abbott (Bud Abbott), Lou Costello (Lou Costello), Hillary Brooke (Hillary Brooke), Sid Fields (Claude Melonhead), Joe Besser (Stinky Davis), Joan Shawlee (Miss Brown), Bobby Barber

## Peace and Quiet
- Diretto da:
- Scritto da:

### Trama
- Interpreti: Bud Abbott (Bud Abbott), Lou Costello (Lou Costello), Hillary Brooke (Hillary Brooke), Sid Fields (dottor Mildew), Marjorie Reynolds (infermiera), Joe Besser (Stinky Davis), Veda Ann Borg (Crazy Lady), Eddie Parks (paziente with Propeller on Head), Lillian Bronson, Murray Leonard (dottore), Bobby Barber (Crazy Concert Pianist), Milt Bronson (Crazy Man)

## Hungry
- Diretto da:
- Scritto da:

### Trama
- Interpreti: Bud Abbott (Bud Abbott), Lou Costello (Lou Costello), Joe Kirk (Mr. Bacciagalupe), Bobby Barber (uomo Phoning Australia / Customer in diner / Waiter), Joe Besser (Stinky Davis), Milt Bronson (uomo Phoning Brazil), Nicla Di Bruno (Nicla—Singer Phoning Italy), Murray Leonard (uomo Phoning Chambersburg, Pennsylvania), Joan Shawlee (centralinista / cameriere gemelle)

## The Music Lover
- Diretto da:
- Scritto da:

### Trama
- Interpreti: Bud Abbott (Bud Abbott), Lou Costello (Lou Costello), Hillary Brooke (Hillary Brooke), Sid Fields (Sid Fields / Prof. Melonhead Fields), Joe Kirk (Mr. Bacciagalupe), Raymond Hatton (Mr. Brooke), Renie Riano (donna on Street), Joe Besser (Stinky Davis), Minerva Urecal (studentessa che canta)

## The Politician
- Diretto da:
- Scritto da:

### Trama
- Interpreti: Bud Abbott (Bud Abbott), Lou Costello (Lou Costello), Hillary Brooke (Hillary Brooke), Gordon Jones (Mike Kelly), Sid Fields (Sid Fields), Joe Kirk (Mr. Bacciagalupe), Joan Shawlee (Opera-Loving Lady in Park), Selene Walters (giovane donna), Charles Cane (Consigliere Comunale), Bobby Barber (secondo uomo con sigaro), Milt Bronson (Heckler, voce), Donald Kerr (primo uomo con il sigaro)

## The Wrestling Match
- Diretto da:
- Scritto da:

### Trama
- Interpreti: Bud Abbott (Bud Abbott), Lou Costello (Lou Costello), Hillary Brooke (Hillary Brooke), Gordon Jones (Mike Kelly), Sid Fields (Sid Fields), Joe Kirk (Mr. Bacciagalupe), Ben Welden (Gaston—Restaurant Manager),, Bobby Barber (cliente Restaurant), Dorothy Granger (moglie che litiga), William Newell (Arguing Husband), Bingo the Chimp (Bingo the Chimp), Joe Besser (Stinky Davis), Milt Bronson (annunciatore)

## Getting a Job
- Diretto da:
- Scritto da:

### Trama
- Interpreti: Bud Abbott (Bud Abbott), Lou Costello (Lou Costello), Sid Fields (Sid Fields), Veda Ann Borg (Angry Wife), J. Anthony Hughes (uomo in strada), Lucien Littlefield (Mr. Whitcup), Syd Saylor (Sneezing uomo), Vera Marshe (donna in 'Floogle Street' Routine), Bingo the Chimp (Bingo the Chimp), Joe Besser (Stinky Davis), Milt Bronson (primo uomo in 'Floogle Street' Routine), Eddie Parks

## Bingo
- Diretto da:
- Scritto da:

### Trama
- Interpreti: Bud Abbott (Bud Abbott), Lou Costello (Lou Costello), Hillary Brooke (Hillary Brooke), Gordon Jones (Mike Kelly), Sid Fields (Sid Fields), Joe Kirk (Mr. Bacciagalupe), Joan Shawlee (Marriage License Bureau Clerk), Dorothy Granger (Bit), Isabel Randolph (Mrs. Van Olsen), Bob Hopkins (psichiatra), Bingo the Chimp (Bingo the Chimp), Donald Kerr (uomo on Street)

## Hillary's Birthday
- Diretto da:
- Scritto da:

### Trama
- Interpreti: Bud Abbott (Bud Abbott), Lou Costello (Lou Costello), Hillary Brooke (Hillary Brooke), Gordon Jones (Mike Kelly), Sid Fields (Sid Fields), Joe Kirk (Mr. Bacciagalupe), Joan Shawlee (Cash Register Lady), Lee Patrick (cliente Grocery Store), Charles Anthony Hughes, Bingo the Chimp (Bingo the Chimp)

## Television
- Diretto da:
- Scritto da:

### Trama
- Interpreti: Bud Abbott (Bud Abbott), Lou Costello (Lou Costello), Hillary Brooke (Hillary Brooke), Gordon Jones (Mike Kelly), Sid Fields (Sid Fields), Joe Kirk (Mr. Bacciagalupe), James Alexander (James Alexander—Contestant), Veda Ann Borg (Eyewitness in Courtroom), Ben Welden (giudice), Joan Shawlee (Eyewitness in Courtroom), Bobby Barber (John Rednose), Bob Hopkins (presentatore Quiz Show Host), Bingo the Chimp (Bingo the Chimp), Barbara Billingsley (Becky), Milt Bronson (sergente della polizia), Kathleen O'Malley (Kathleen O'Malley)

## Las Vegas
- Diretto da:
- Scritto da:

### Trama
- Interpreti: Bud Abbott (Bud Abbott), Lou Costello (Lou Costello), Hillary Brooke (Hillary Brooke), Sid Fields (Friendly Fields), Joe Kirk (Double Crossing Dan), Lucien Littlefield (Julius Caesar), Renie Riano (donna che va a Las Vegas), Joyce Compton (ragazza), Virginia Christine (Mrs. Jackson), Joe Devlin (Bit), Bobby Barber (Tout), Milt Bronson (Man), Eddie Parks (uomo with Glasses), Harry Tyler (imèiegato License Bureau)

## Little Old Lady
- Diretto da:
- Scritto da:

### Trama
- Interpreti: Bud Abbott (Bud Abbott), Lou Costello (Lou Costello), Hillary Brooke (Hillary Brooke), Gordon Jones (Mike Kelly), Sid Fields (Sid Fields), Joe Kirk (Mr. Bacciagalupe), Benny Rubin (Sam), George Chandler (primo Panhandler), Judy Clark (giovane donna), Syd Saylor (secondo Panhandler), Dorothy Granger (donna), Harold Goodwin (camionista), Isabel Randolph (Lady with $100 Bill), Hallene Hill (Little Old Lady), Bobby Barber (Hercules), Mel Blanc (pappagallo, voce), Murray Leonard (Landlord), Burt Mustin (vecchio sordo)

## The Actors' Home
- Diretto da:
- Scritto da:

### Trama
- Interpreti: Bud Abbott (Bud Abbott), Lou Costello (Lou Costello), Sid Fields (Sid Fields), Gordon Jones (Mike Kelly , solo credito), Joe Kirk (Mr. Bacciagalupe), Thurston Hall (Philanthropist), Allen Jenkins (Retired Actors Home Man on Street), Lucien Littlefield (Retired Actors Home uomo), Ray Walker (uomo in strada), Joan Shawlee (receptionist), Jarma Lewis (cliente gelatataio), Jo-Carroll Dennison (cliente gelatataio), Joe Besser (Stinky Davis), Milt Bronson (catcher baseball)

## Police Rookies
- Diretto da:
- Scritto da:

### Trama
- Interpreti: Bud Abbott (Bud Abbott), Lou Costello (Lou Costello), Sid Fields (Sid Fields / Prof. Melonhead), Gordon Jones (Mike Kelly), Emory Parnell (sergente della polizia), Robert Cherry (recluta nervosa),

## Safari
- Diretto da:
- Scritto da:

### Trama
- Interpreti: Bud Abbott (Bud Abbott), Lou Costello (Lou Costello), Hillary Brooke (Hillary Brooke), Gordon Jones (Mike Kelly), Sid Fields (Sid Fields), Joe Kirk (Mr. Bacciagalupe), Bobby Barber (venditore giornali)